# مناطق ویژه توکیو
مناطق ویژه (به ژاپنی: tokubets-ku، 特別区)، نوع خاصی از شهرداری‌ها در ژاپن است که در سال ۱۹۴۷ تحت قانون خودمختاری محلی تشکیل شدند.
۲۳ منطقه از مناطق تشکیل دهنده توکیو، پایتخت ژاپن مناطق ویژه توکیو نام‌گذاری شده‌است. شهر توکیو به‌طورکلی به سه منطقهٔ بزرگ تقسیم می‌شود:
- ۱. مناطق ویژهٔ توکیو که شامل ۲۳ منطقه است.
- ۲. منطقه تاما که به سه بخش فرعی منطقه تامای غربی (شامل ۴ بخش)، تامای شمالی و تامای جنوبی تقسیم می‌شود و جمعاً شامل ۳۰ بخش است.
- ۳. جزایر توکیو شامل: جزایر ایزو و جزایر اوگاساوارا که به‌طورکلی شامل ۹ بخش می‌شود.

## فهرست مناطق بیست‌و‌سه‌گانه
| ترتیب   | نام     | پرچم                | کانجی    | جمعیت. ۲۰۲۰ میلادی | تراکم جمعیت (/کیلومتر مربع) | مساحت (کیلومتر مربع) | بخش‌های فرعی                                                                                    |
| ------- | ------- | ------------------- | -------- | ------------------ | --------------------------- | -------------------- | ---------------------------------------------------------------------------------------------- |
| 01      |         | چیودا-کو، توکیو     | 千代田区 | 0۶۶٬۶۸۰            | 0۵٬۷۱۸                      | 0۱۱٫۶۶               | ناگاتاچو، کاسومیگاسکی، اوته‌ماچی، مارونوئوچی، آکیهابارا، یوراکوچو، ایداباشی، کاندا، توکیو       |
| 02      |         | چوئو-کو، توکیو      | 中央区   | 0۱۶۹٬۱۷۹           | ۱۶٬۵۶۹                      | 0۱۰٫۲۱               | نیهون‌باشی، Kayabachō, گینزا، تسوکیجی، Hatchōbori, تسوکیشیما                                    |
| 03      |         | میناتو-کو، توکیو    | 港区     | 0۲۶۰٬۴۸۶           | ۱۲٬۷۸۷                      | 0۲۰٫۳۷               | اودایبا، شینباشی، هاماماتسوچو، میتا-میناتو، توکیو، Toranomon, آزابو، روپونگی، آکاساکا، آئویاما |
| 04      |         | شینجوکو-کو، توکیو   | 新宿区   | 0۳۴۹٬۳۸۵           | ۱۹٬۱۷۵                      | 0۱۸٫۲۲               | ایستگاه شینجوکو، تاکادانوبابا، اوکوبو، توکیو، Waseda, کاگورازاکا، ایچیگایا، یوتسویا            |
| 05      |         | بونکیو-کو، توکیو    | 文京区   | 0۲۴۰٬۰۶۹           | ۲۱٬۲۶۳                      | 0۱۱٫۲۹               | هونگو، یایوئی، Hakusan                                                                         |
| 06      |         | تایتو-کو، توکیو     | 台東区   | 0۲۱۱٬۴۴۴           | ۲۰٬۹۱۴                      | 0۱۰٫۱۱               | اوئنو، آساکوسا                                                                                 |
| 07      |         | سومیدا-کو، توکیو    | 墨田区   | 0۲۷۲٬۰۸۵           | ۱۹٬۷۵۹                      | 0۱۳٫۷۷               | Kinshichō, ریوگوکو، Oshiage                                                                    |
| 08      |         | کوتو-کو، توکیو      | 江東区   | 0۵۲۴٬۳۱۰           | ۱۳٬۰۵۵                      | 0۴۰٫۱۶               | Kameido, Ojima, Sunamachi, Tōyōchō, Kiba, فوکاگاوا، توکیو، Toyosu, Ariake                      |
| 09      |         | شیناگاوا-کو، توکیو  | 品川区   | 0۴۲۲٬۴۸۸           | ۱۸٬۴۹۷                      | 0۲۲٫۸۴               | شیناگاوا-کو، توکیو، گوتاندا، Ōsaki, Hatanodai, Ōimachi, Tennōzu                                |
| 10      |         | مگورو-کو، توکیو     | 目黒区   | 0۲۸۸٬۰۸۸           | ۱۹٬۶۳۷                      | 0۱۴٫۶۷               | مگورو-کو، توکیو، Nakameguro, جیوگائوکا، Komaba, Aobadai                                        |
| 11      |         | اوتا-کو، توکیو      | 大田区   | 0۷۴۸٬۰۸۱           | ۱۲٬۳۳۲                      | 0۶۰٫۶۶               | اوموری، کاماتا، Haneda, دن-ئن-چوفو                                                             |
| 12      |         | ستاگایا-کو، توکیو   | 世田谷区 | 0۹۴۳٬۶۶۴           | ۱۶٬۲۵۶                      | 0۵۸٫۰۵               | شیموکیتازاوا، Kinuta, Karasuyama, Tamagawa                                                     |
| 13      |         | شیبویا-کو، توکیو    | 渋谷区   | 0۲۴۳٬۸۸۳           | ۱۶٬۱۴۰                      | 0۱۵٫۱۱               | شیبویا-کو، توکیو، ابیسو (توکیو), هاراجوکو، دائیکانیاما-چو، Hiroo                               |
| 14      |         | ناکانو-کو، توکیو    | 中野区   | 0۳۴۴٬۸۸۰           | ۲۲٬۱۲۱                      | 0۱۵٫۵۹               | ایستگاه ناکانو (توکیو)                                                                         |
| 15      |         | سوگینامی-کو، توکیو  | 杉並区   | 0۵۹۱٬۱۰۸           | ۱۷٬۳۵۴                      | 0۳۴٫۰۶               | کوئنجی، Asagaya, Ogikubo                                                                       |
| 16      |         | توشیما-کو، توکیو    | 豊島区   | 0۳۰۱٬۵۹۹           | ۲۳٬۱۸۲                      | 0۱۳٫۰۱               | ایکه‌بوکورو، ایستگاه کوماگومه، Senkawa, سوگامو                                                  |
| 17      |         | کیتا-کو، توکیو      | 北区     | 0۳۵۵٬۲۱۳           | ۱۷٬۲۳۴                      | 0۲۰٫۶۱               | ایستگاه آکابانه، Ōji, ایستگاه تاباتا                                                           |
| 18      |         | آراکاوا-کو، توکیو   | 荒川区   | 0۲۱۷٬۴۷۵           | ۲۱٬۴۰۵                      | 0۱۰٫۱۶               | Arakawa, Machiya, ایستگاه نیپوری، Minamisenju                                                  |
| 19      |         | ایتاباشی-کو، توکیو  | 板橋区   | 0۵۸۴٬۴۸۳           | ۱۸٬۱۴۰                      | 0۳۲٫۲۲               | ایتاباشی-کو، توکیو، Takashimadaira                                                             |
| 20      |         | نریما-کو، توکیو     | 練馬区   | 0۷۵۲٬۶۰۸           | ۱۵٬۶۵۳                      | 0۴۸٫۰۸               | نریما-کو، توکیو، Ōizumi, Hikarigaoka                                                           |
| 21      |         | آداچی-کو، توکیو     | 足立区   | 0۶۹۵٬۰۴۳           | ۱۳٬۰۵۲                      | 0۵۳٫۲۵               | Ayase, ایستگاه کیتا-سنجو، Takenotsuka                                                          |
| 22      |         | کاتسوشیکا-کو، توکیو | 葛飾区   | 0۴۵۳٬۰۹۳           | ۱۳٬۰۱۹                      | 0۳۴٫۸۰               | تاته‌ایشی، Aoto, Kameari, Shibamata                                                             |
| 23      |         | ادوگاوا-کو، توکیو   | 江戸川区 | 0۶۹۷٬۹۳۲           | ۱۳٬۹۸۶                      | 0۴۹٫۹۰               | Kasai, Koiwa                                                                                   |
| Overall | Overall | Overall             | Overall  | ۹٬۷۳۳٬۲۷۶          | ۱۵٬۷۲۴                      | ۶۱۹                  |                                                                                                |

## محله‌های معروف توکیو
- آکاساکا

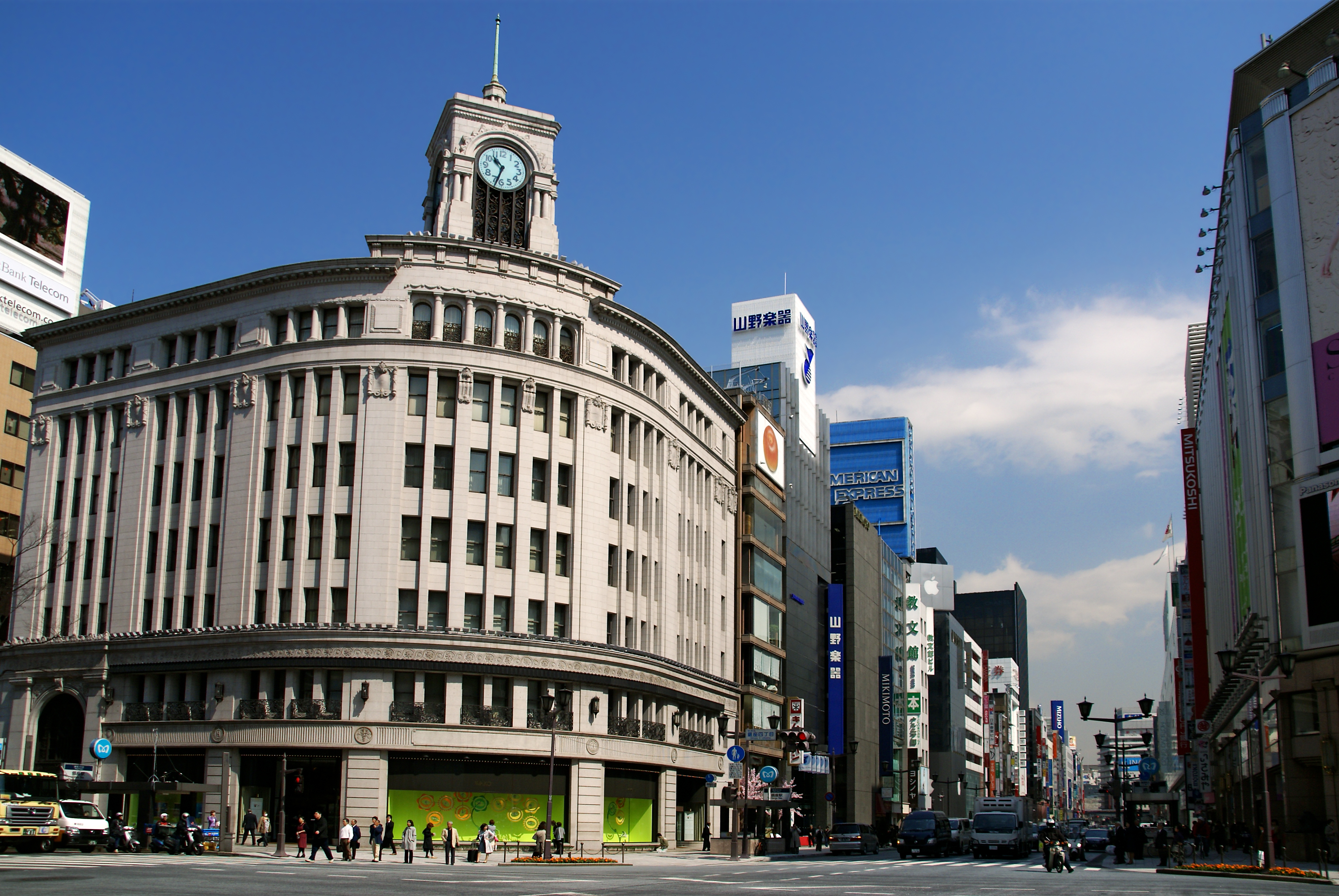
فروشگاه واکو در گینزا

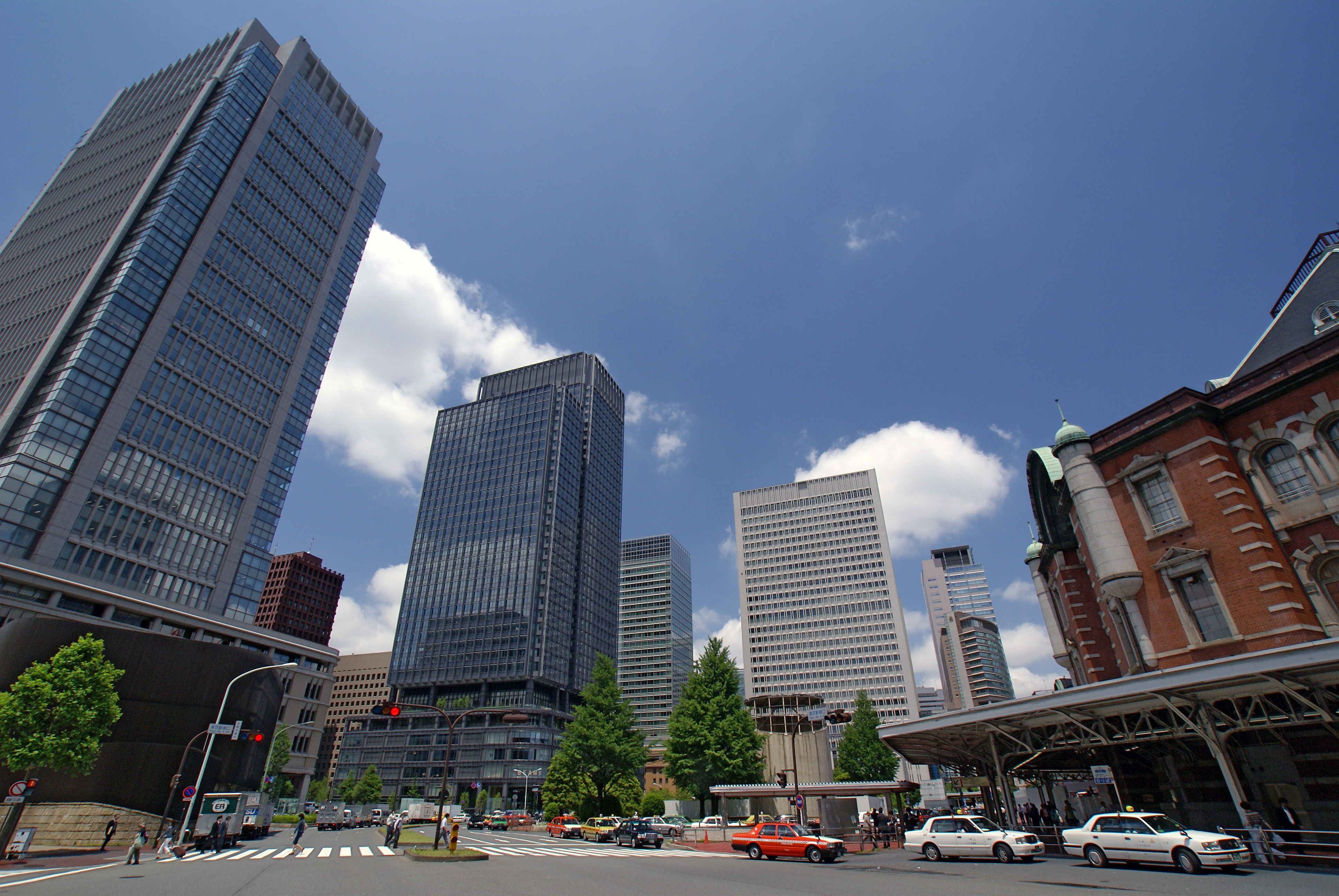
مارونواوچی

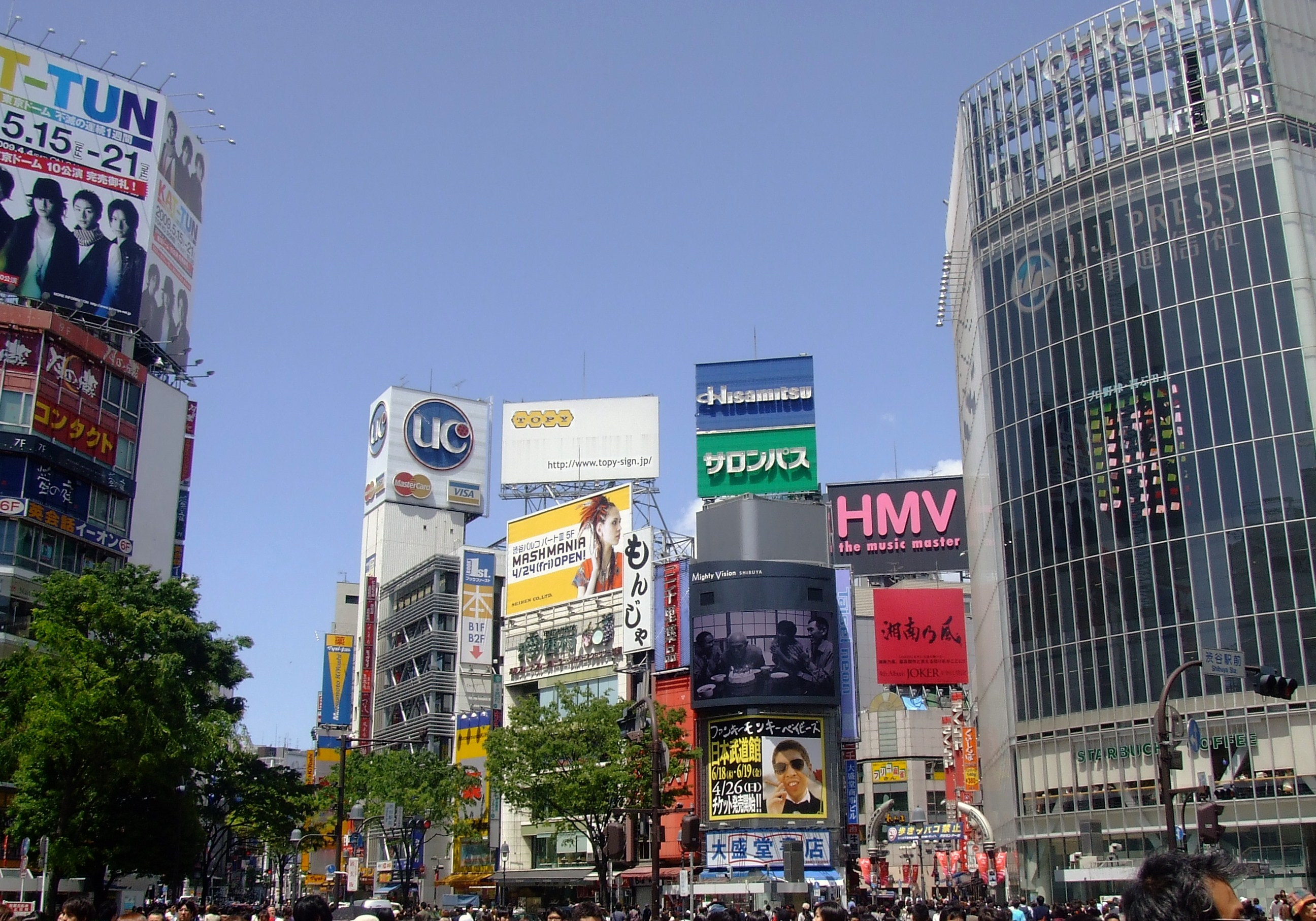
شیبویا

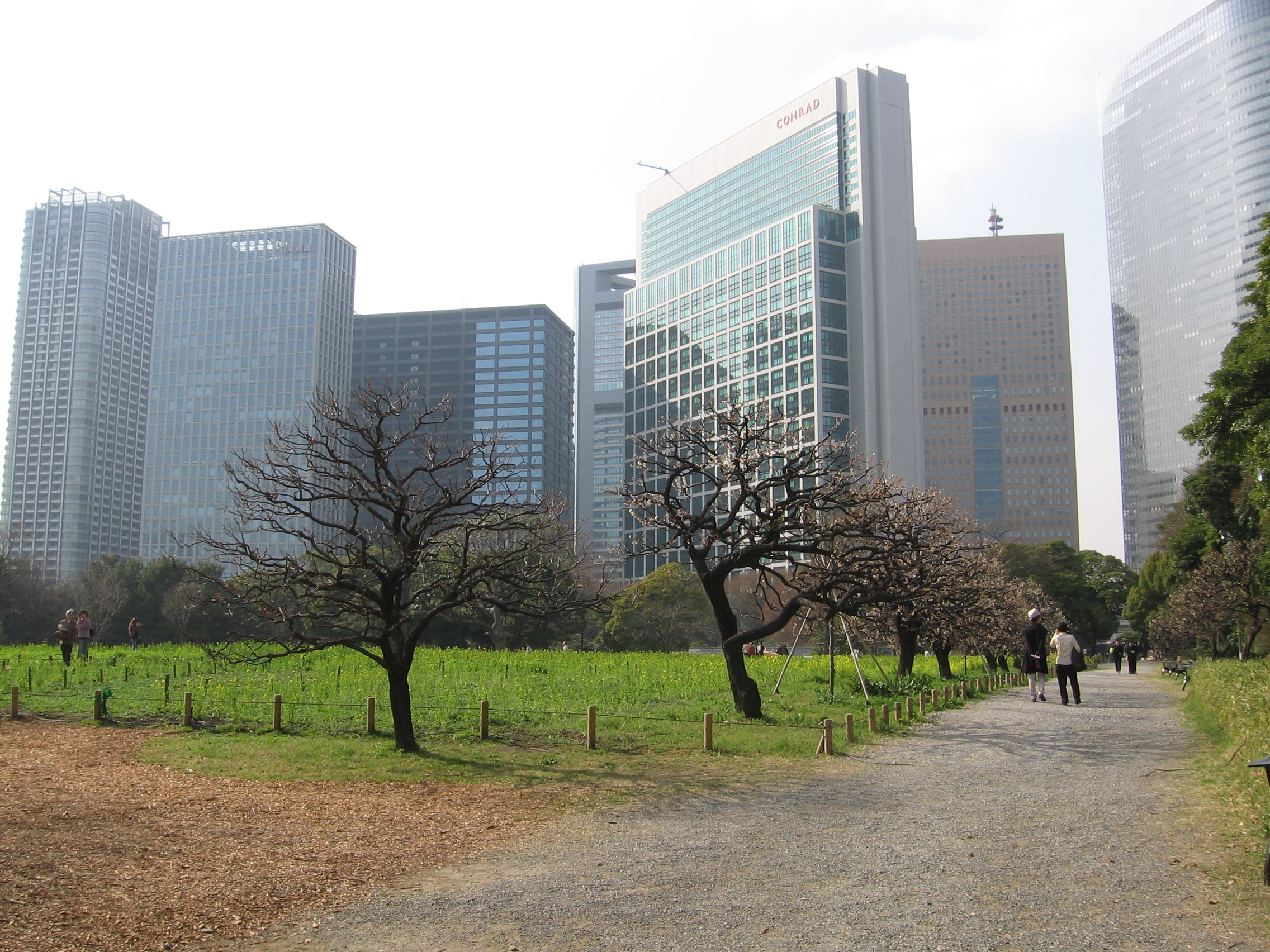
باغ هاماریکیو در شیئودومه

مجموعهٔ ساختمانی توکیو میدتاون در آکاساکا واقع شده‌است. یکی از ساختمان‌های این مجموعه به نام توکیو میدتاون تاور با داشتن ۵۴ طبقه و ۲۴۸ متر ارتفاع عنوان بلندترین آسمانخراش توکیو را دارد. سفارت‌خانه‌های آمریکا، مکزیک، کلمبیا، کانادا، عراق، اسپانیا و سوریه در آکاساکا واقع شده‌اند.
- آکیهابارا

مرکز فروش وسایل الکترونیکی و کامپیوتر در ژاپن است. گرچه هنوز هم فروشگاه‌های فروش وسایل برقی در آکیهابارا چشمگیر است، در سال‌های اخیر بتدریج بعضی از مراکز فروش وسایل الکترونیکی به قسمت‌های دیگر توکیو تغییر مکان داده‌اند و آکیهابارا در حال تبدیل شدن به مرکز فروش انیمیشن و کارتون و کتاب‌های مصور است.
- آئویاما

محله‌ای است با ساختمان‌های مدرن و مناطق مسکونی گران‌قیمت که در مجاورت اوموته‌ساندو و روپونگی قرار دارد. گورستان بسیار بزرگ آئویاما، اولین گورستان دولتی ژاپن در این محله واقع شده‌است. بخاطر زیبایی برگ‌های زرد درختان ژینکو در خیابانی که از ایستگاه گایئن بطرف پارک میجی جینگو گایئن می‌رود، این خیابان یکی از نقاط برگزیده برای گردش در پاییز است.
- گینزا و یوراکوچو

دو منطقه مجاور هم با مراکز عمدهٔ خرید و سرگرمی، فروشگاه‌ها، مغازه‌های گران‌قیمت با مارک‌های مشهور جهانی و سینما. فروشگاه واکو سنبل گینزا همچنین کابوکی-زا از مکان‌های معروف گینزا هستند. کابوکی-زا تنها مکان در توکیو است که در تمام ایام سال کابوکی یا تئاتر سنتی ژاپنی به نمایش گذاشته می‌شود. چراغانی‌های زیبای یوراکوچو در اطراف توکیو اینترنشنال فورم هنگام کریسمس معروف است.
- هاراجوکو

به عنوان مرکزی برای مد نوجوانان و جوانان شناخته می‌شود. خیابان تاکه‌شیتا در هاراجوکو یکی از مراکز خرید توکیوست.
- ایکه‌بوکورو

ایستگاه ایکه‌بوکورو پس از ایستگاه شینجوکو دومین ایستگاه پر رفت‌وآمد در جهان است.
آسمانخراش سانشاین سیتی و فروشگاه عظیم و اصلی سیبو در این ناحیه است.
- جینبوچو

مرکز صنعت چاپ و نشر توکیو و کتاب فروشی‌ها دست دوم، عتیقه و سوغات.
- اوته‌ماچی و مارونواوچی

منطقهٔ اصلی مالی و کسب و کار در توکیو. مقر بسیاری از بانک‌ها، شرکت‌های تجاری و دیگر شرکت‌های بزرگ. منطقه دیدن ساختمان‌های مدرن و جدید که برای خرید و سرگرمی ساخته شده‌است.
- ناگاتاچو

قلب سیاسی توکیو و ملت ژاپن و محل بسیاری از وزارتخانه‌ها و دفتر مرکزی احزاب است.
- اودایبا

جزیره‌ای مصنوعی که توسط پیشرفت دادن خشکی در دریا به وجود آمده و در حال حاضر تبدیل به یکی محبوب‌ترین مناطق تفریحی توکیو شده‌است.
- اوموته‌ساندو

یکی از مراکز مد در توکیو است. مراکز فروش مارک‌هایی همچون شنل (Chanel)، ژان پل گولتیه (Jean-Paul Gaultier)، ایو سن لورن (Yves Saint-Laurent)، کریستین دیور (Chiristian Dior) و سلین (Céline) در این مکان قرار دارند.
- روپونگی

در کنار آکاساکا قرار دارد و محلی برای بسیاری از باشگاه‌های شبانه است. در شب گردشگران غربی زیادی از روپونگی دیدن می‌کنند. مرکز ملی هنر توکیو که از نظر مساحت ساختمانی بزرگ‌ترین موزهٔ ژاپن است و آسمانخراش روپونگی هیلز در این محله واقع شده‌اند.
- ریوگوکو

قلب جهان سومو. ورزشگاه ریوگوکو کوکوگیکان و در کنار آن موزه ادو-توکیو در این محله واقع شده‌است.
- شیبویا

مرکز خرید، مد روز، شب زنده‌داری و فرهنگ جوانان. مرکز پخش ان‌اچ‌کی، مرکز خرید ۱۰۹، مرکز فرهنگی بونکامورا در شیبویا واقع شده‌اند.
- شیناگاوا

در سمت غرب ایستگاه شیناگاوا هتل‌های بسیاری به چشم می‌خورند، قسمت شرق ایستگاه به عنوان یک مرکز بزرگ برای کسب و کار است.
- شینباشی و شیئودومه

مجموعه‌ای از آسمان خراش‌های بلند.
- شینجوکو

محل ساختمان شهرداری توکیو. منطقه‌است پر از آسمان‌خراش، شعبهٔ اصلی فروشگاه‌های زنجیره‌ای، فروشگاه الکترونیک و هتل. در سمت شرق شینجوکو، کابوکیچو یکی از مناطق شبانهٔ توکیو قرار دارد. ایستگاه شینجوکو روزانه مورد استفادهٔ سه میلیون مسافر است و عنوان شلوغ‌ترین ایستگاه قطار در جهان را دارد.
- اوئنو

علاوه بر فروشگاه‌ها و مغازه‌ها در آمه‌یوکو، دارای پارک اوئنو، باغ‌وحش اوئنو، معبد اوئنو توشوگو و موزه‌های بزرگ ملی است.

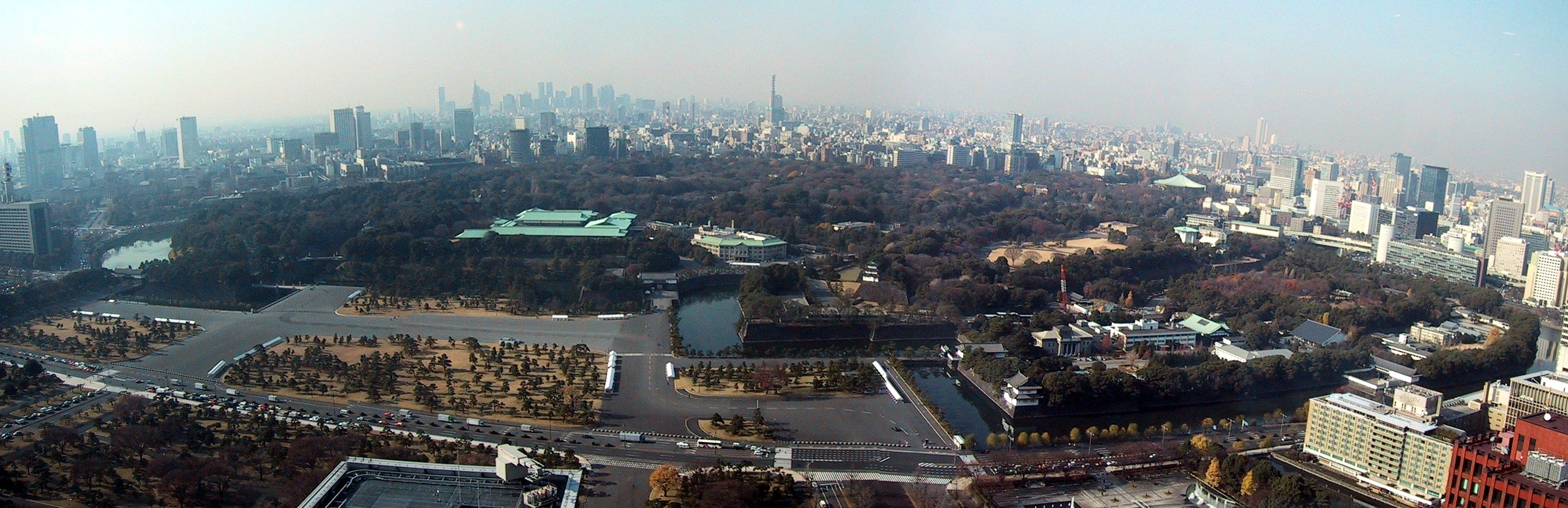
کاخ امپراتوری توکیو

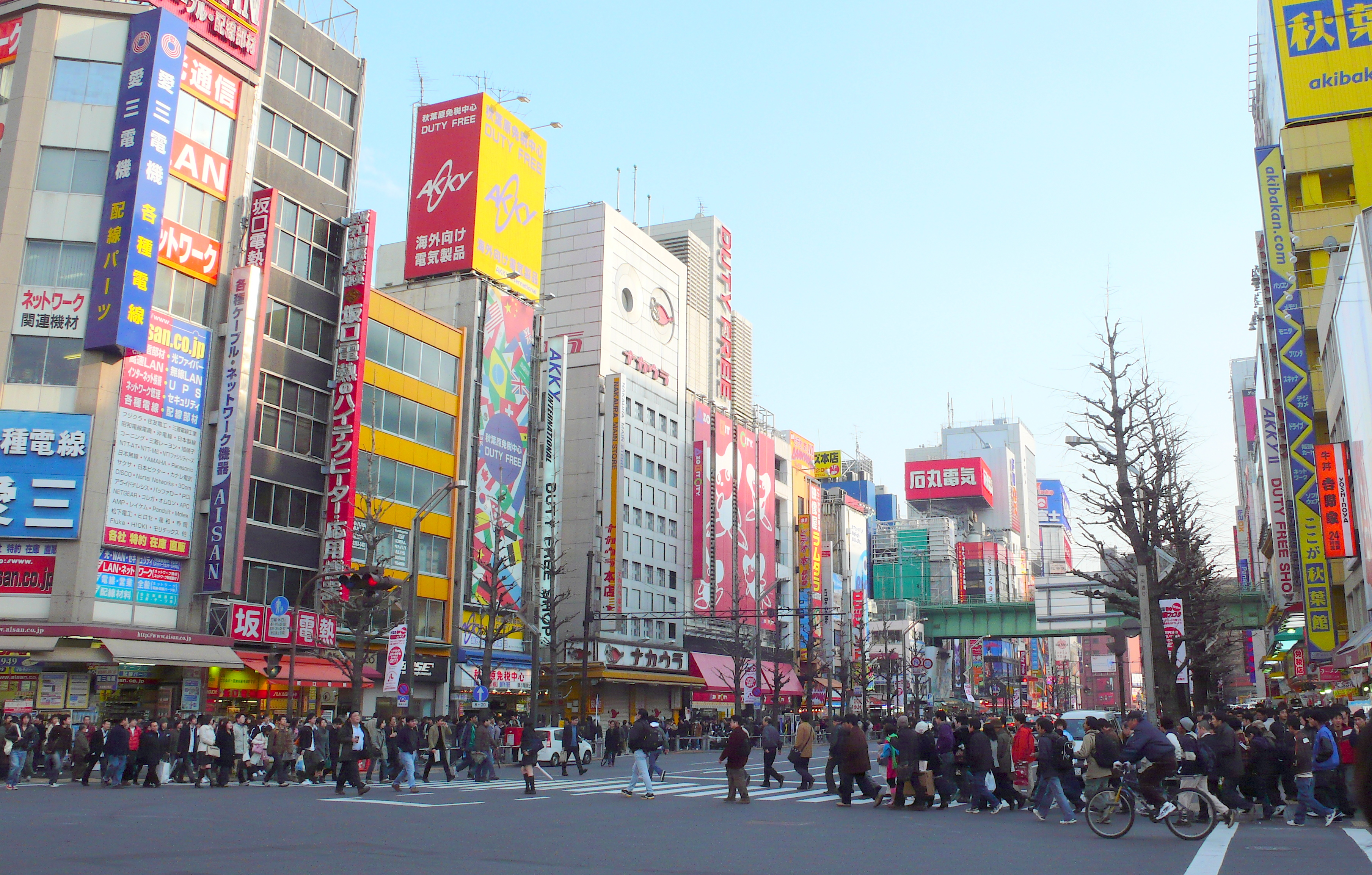
آکیهابارا مرکز فروش وسایل الکترونیک و برقی
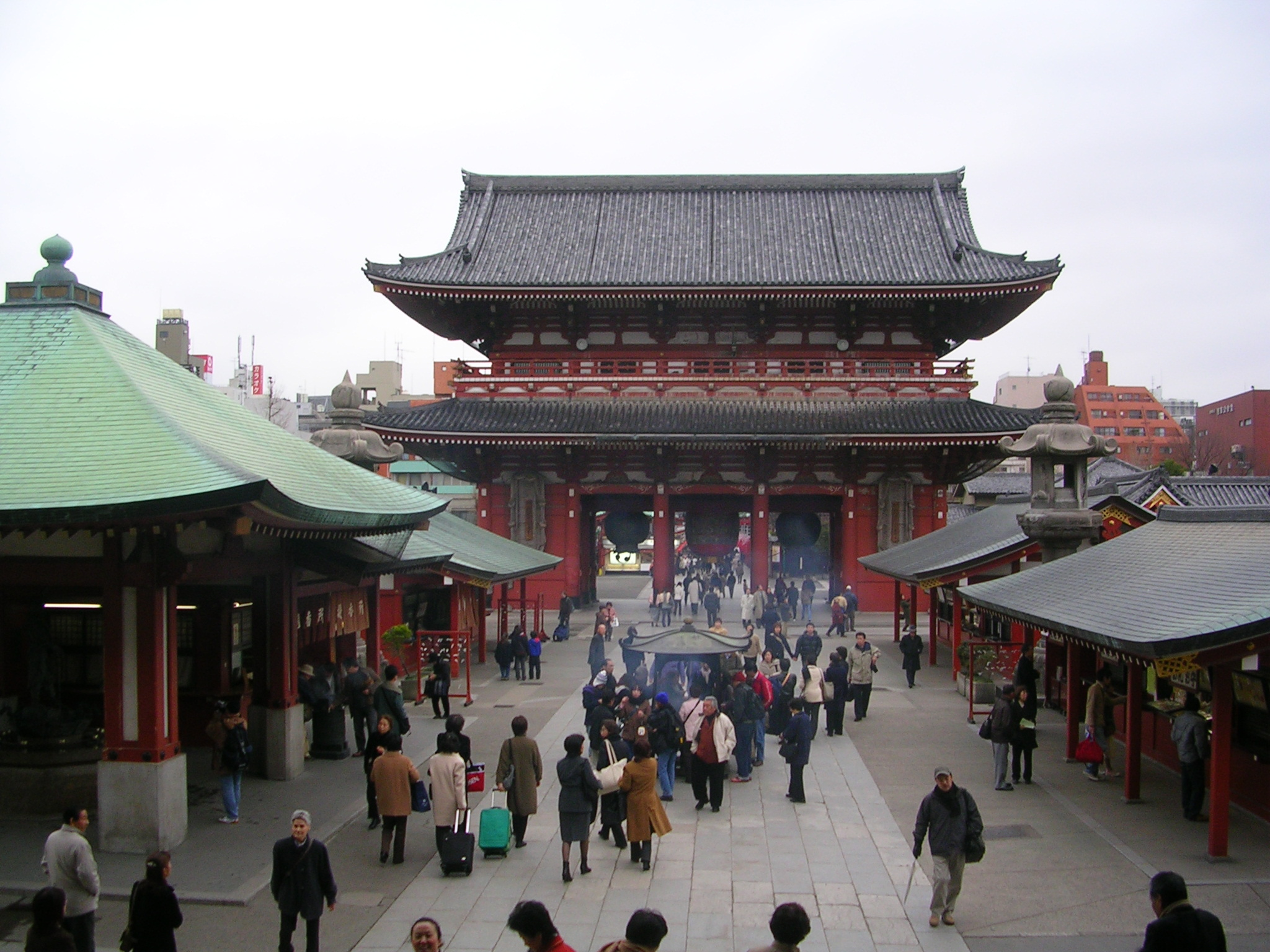
معبد سنسوجی قدیمی‌ترین معبد توکیو
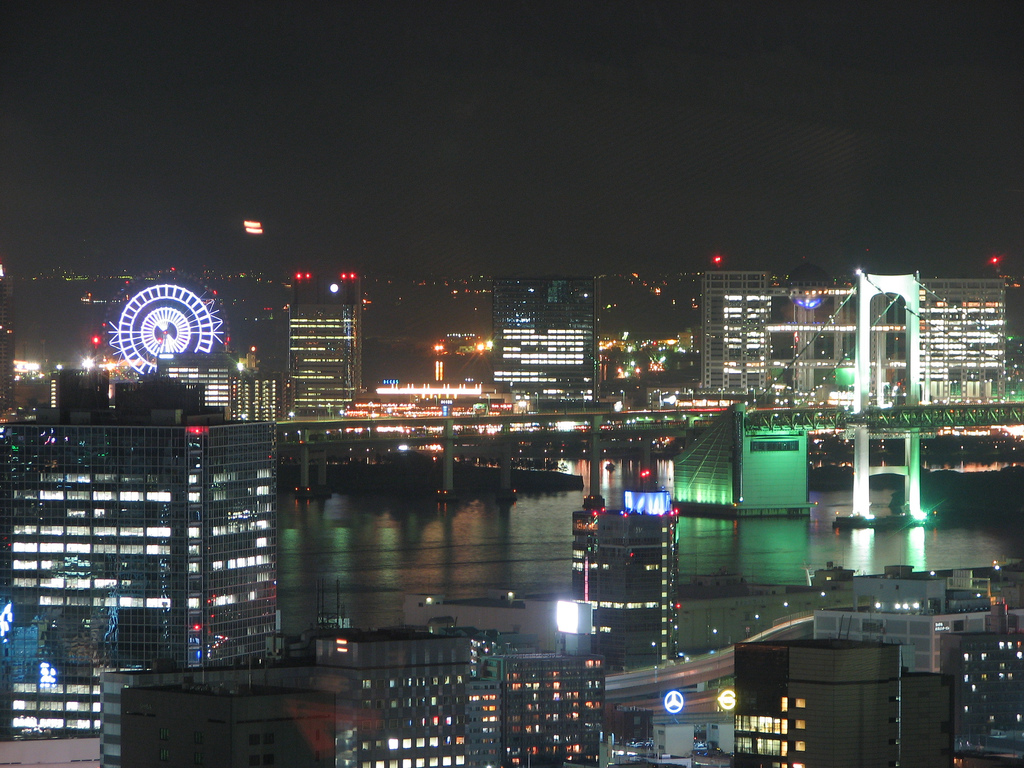
اودایبا منطقهٔ دیدنی و سبز. با مناظری زیبا
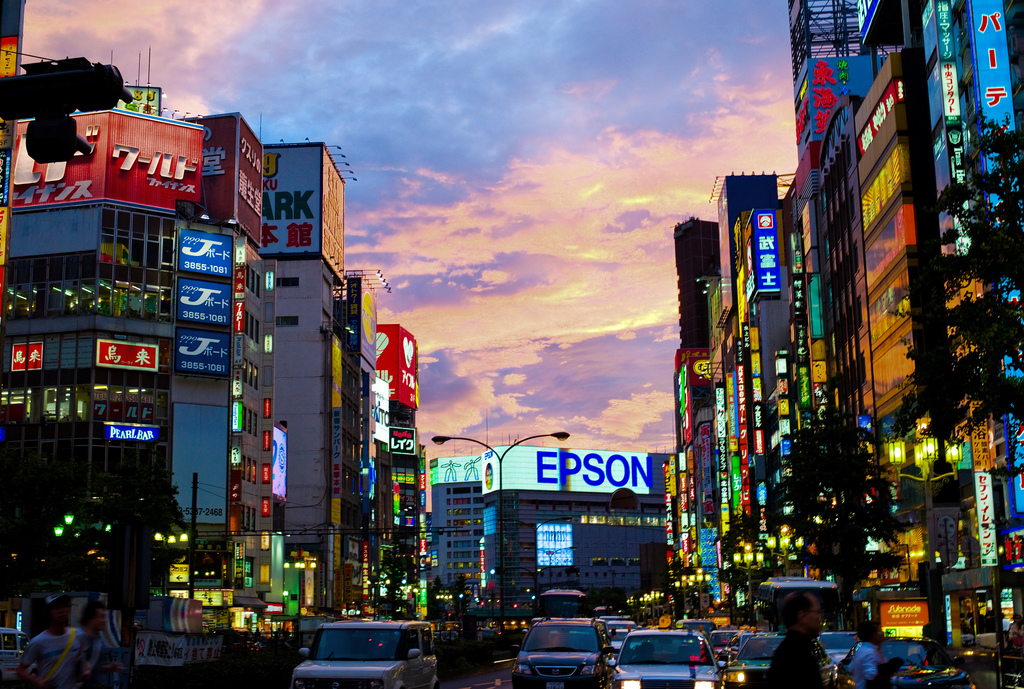
کابوکیچو مرکز تئاتر و موسیقی سنتی توکیو
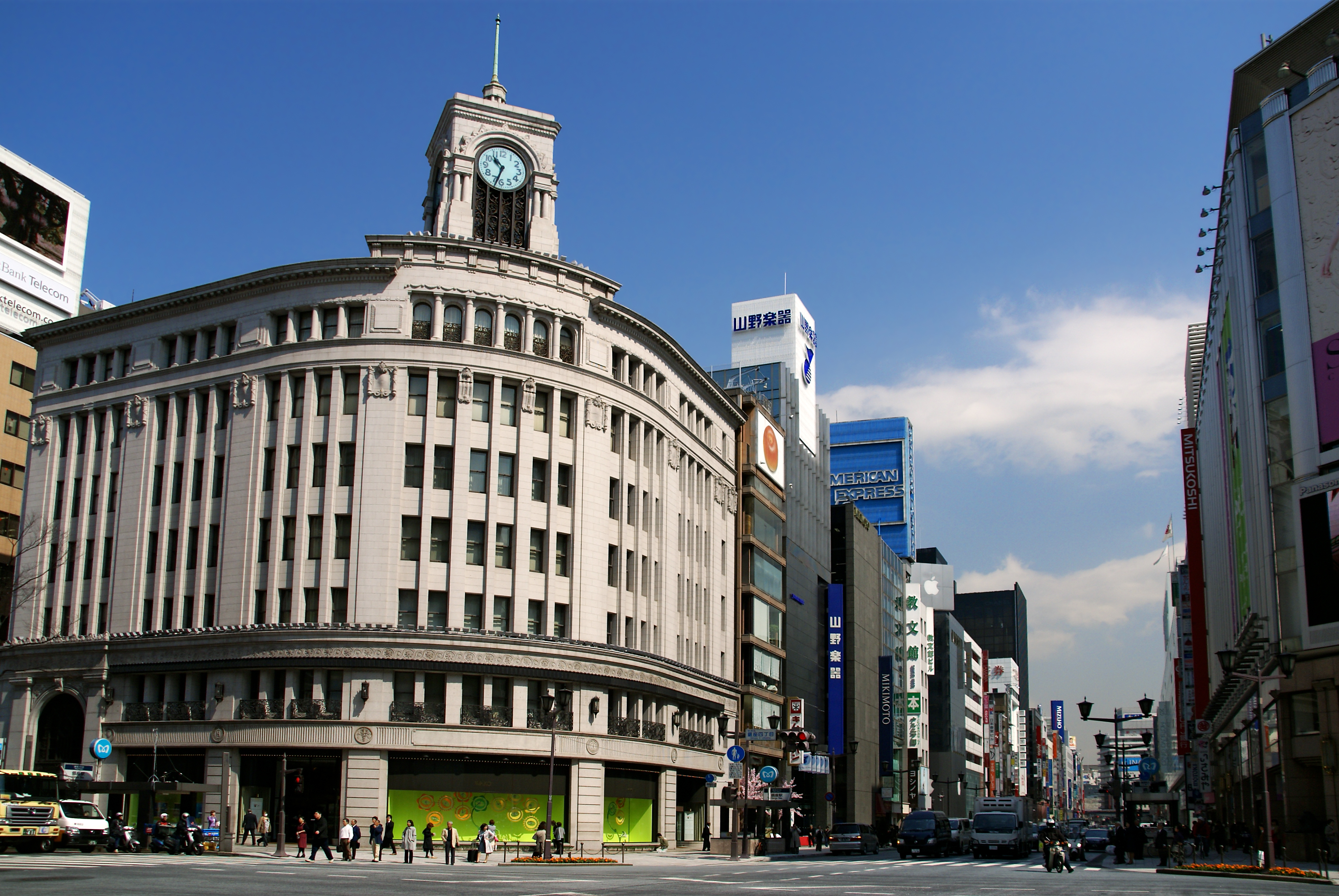
گینزا مرکز مد و خرید توکیو
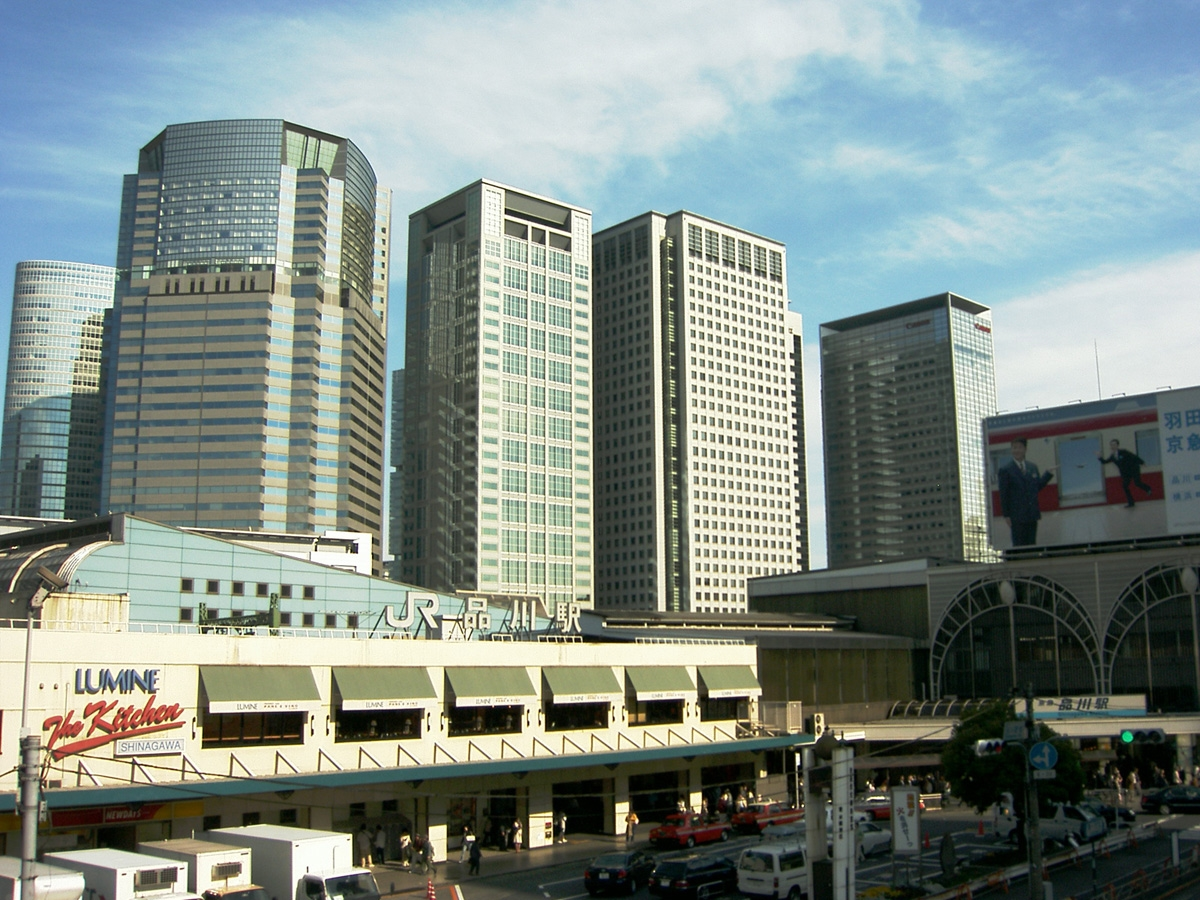
منطقهٔ تجاری شیناگاوا
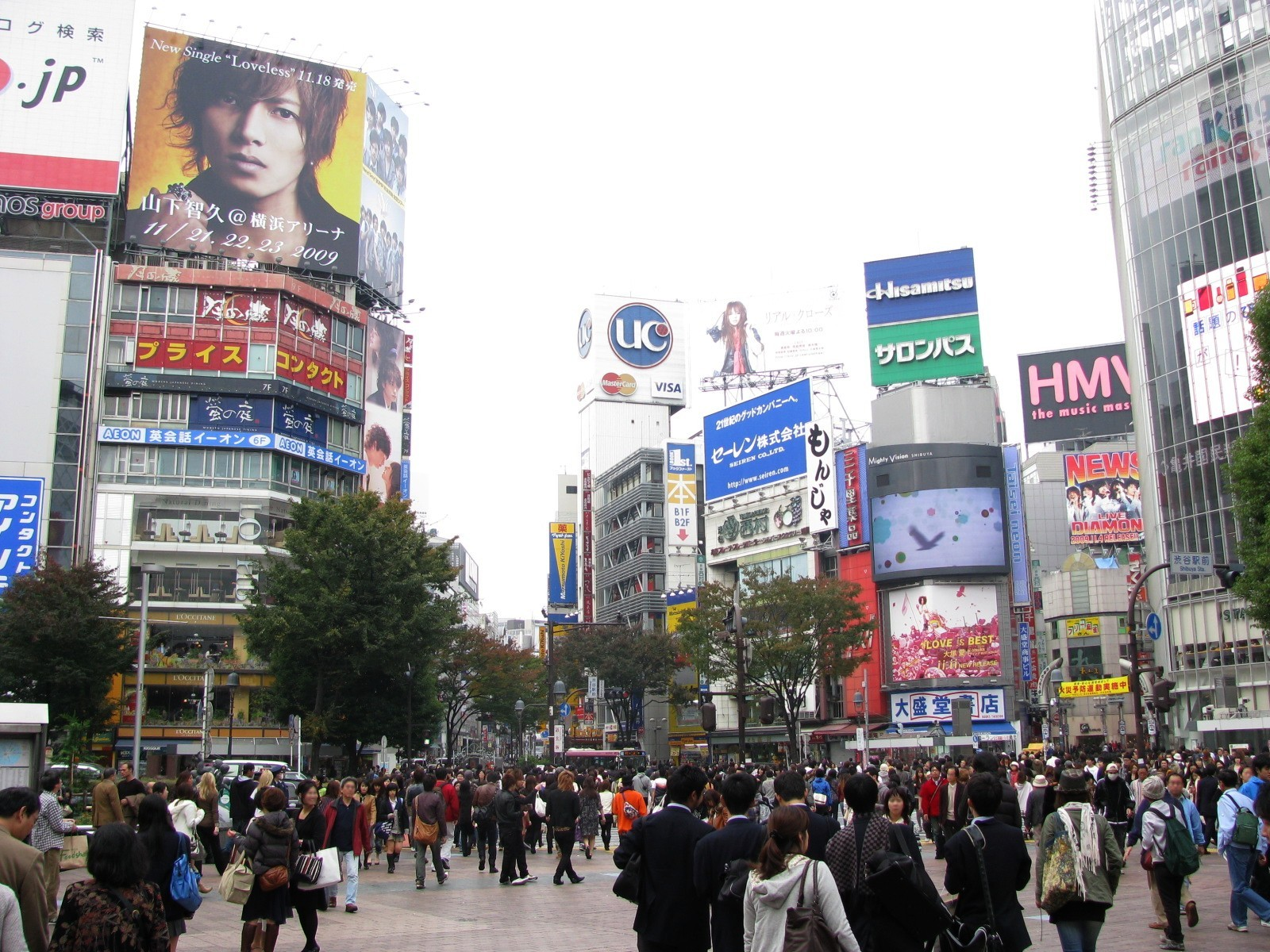
شیبویا شهر جوانان
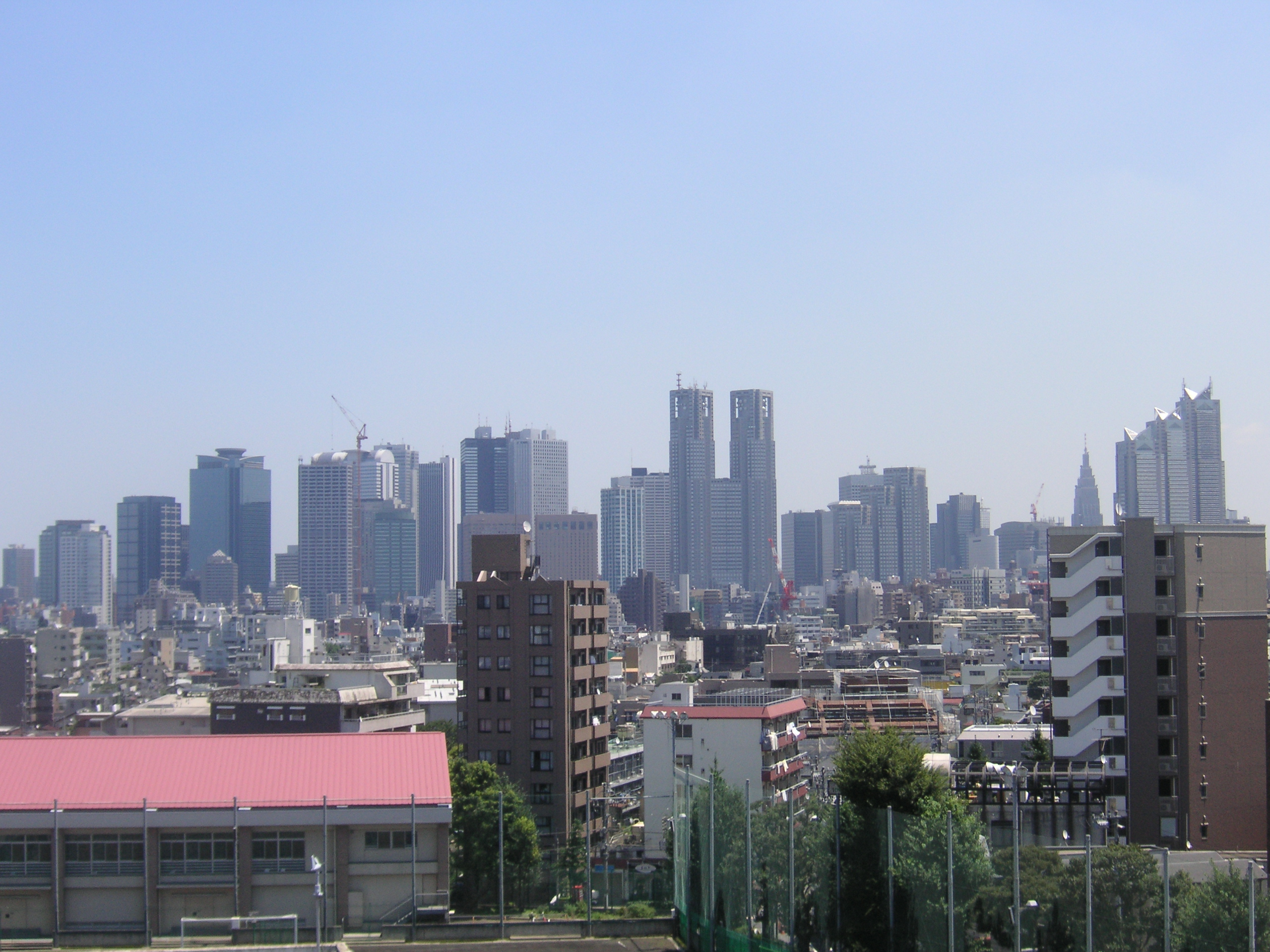
مراکز خرید در شینجوکوی غربی
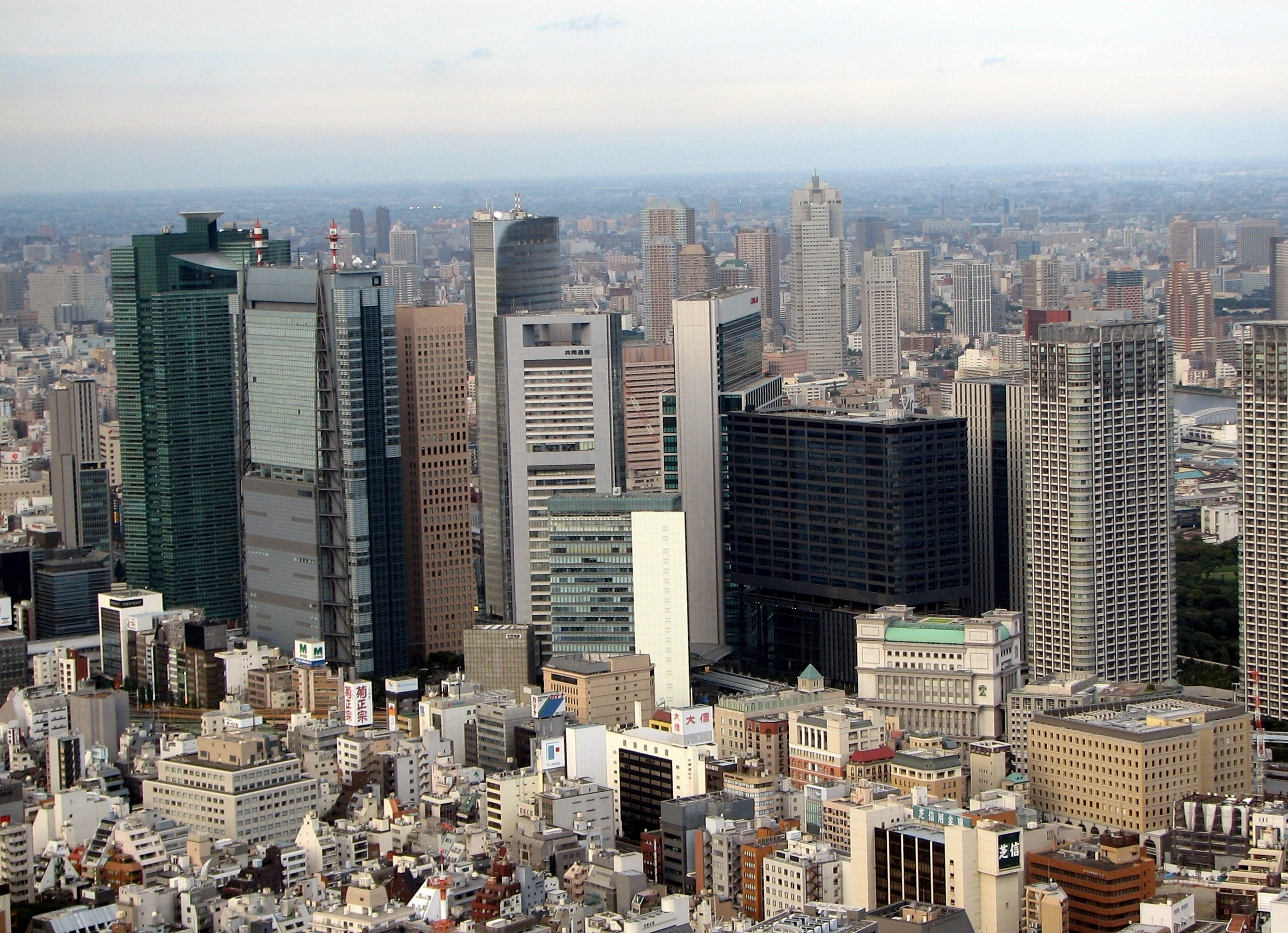
آسمانخراش‌های شیئودومه
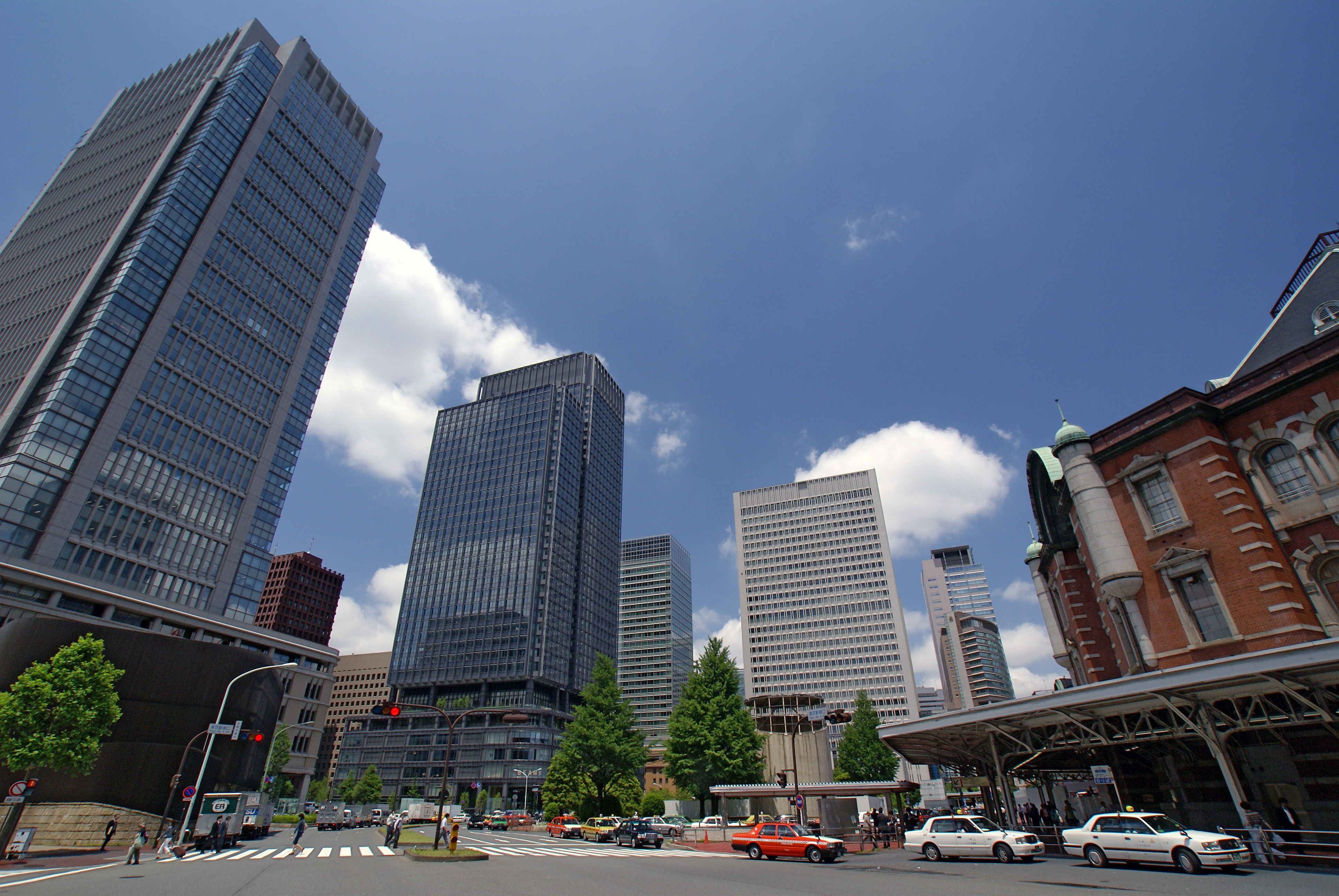
مرکز اقتصادی مارونواوچی
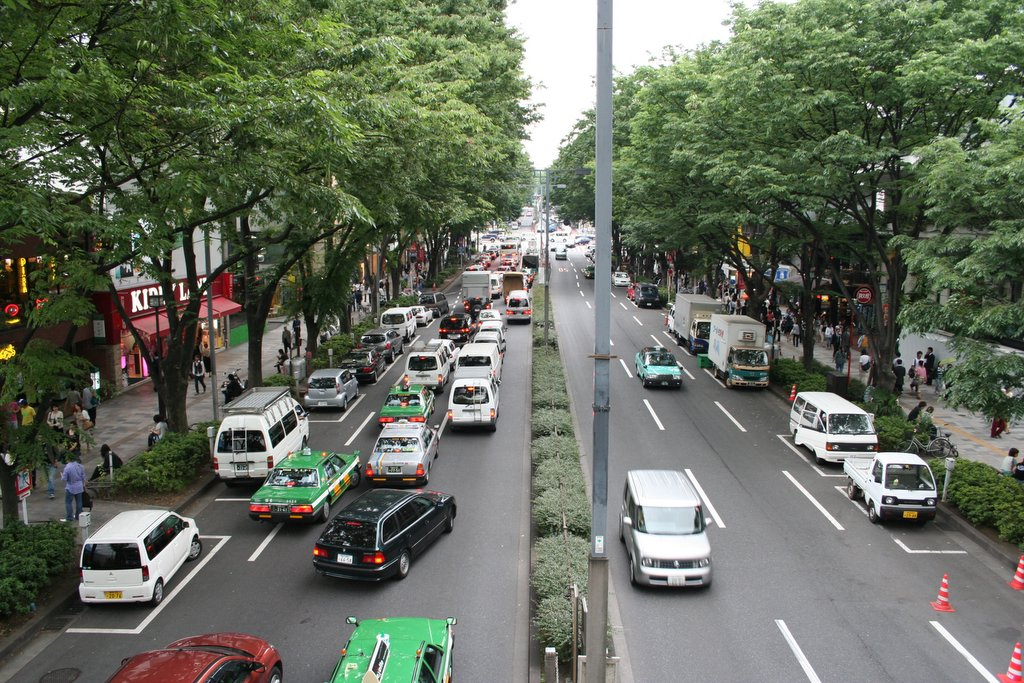
مرکز خرید اوموته ساندو
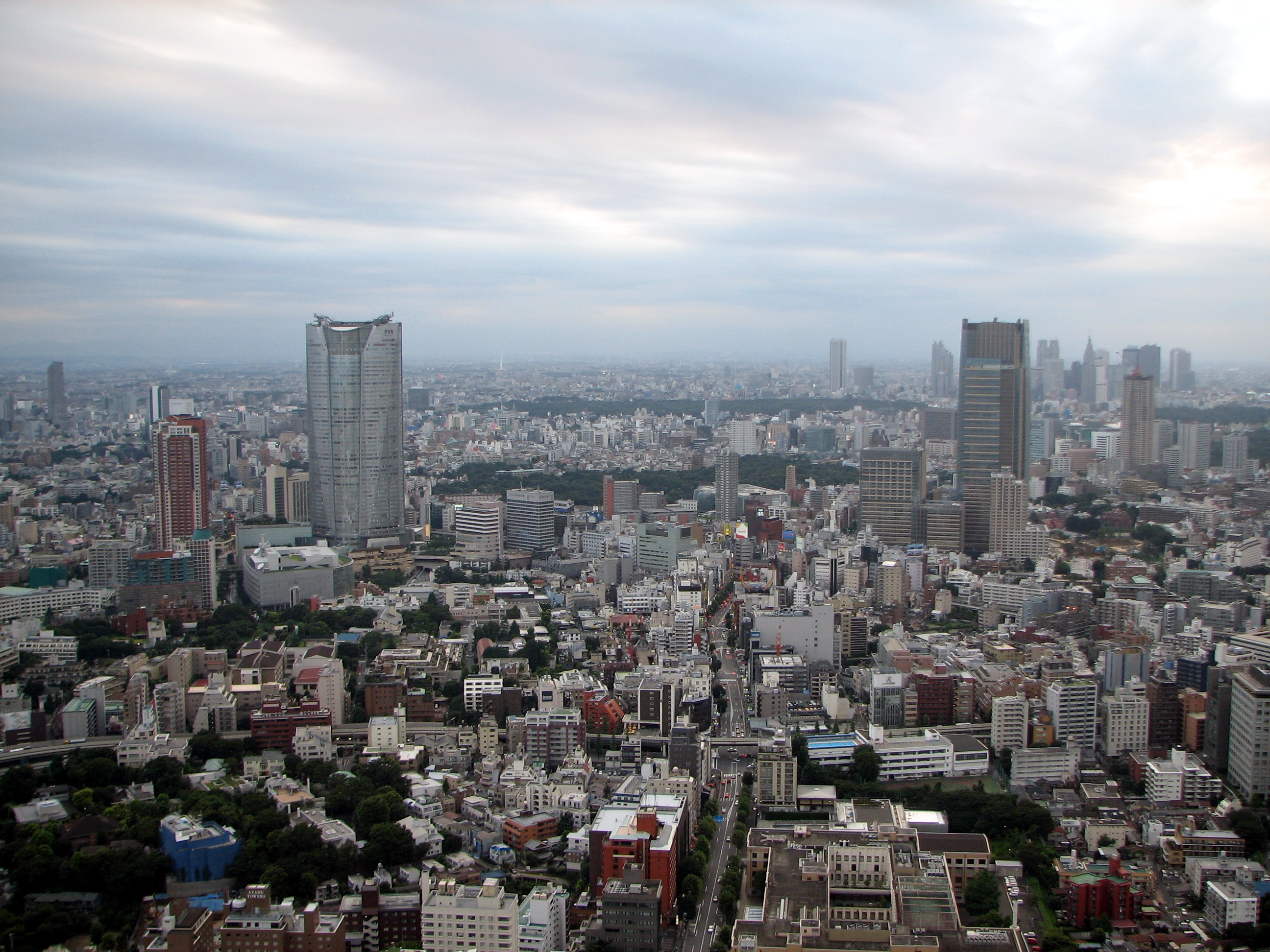
روپونگی محل استقرار سفارت‌های کشورهای مختلف.